# آل عطيف
آل عطيف إحدى اهم القبائل  في جنوب المملكة العربية السعودية وهم احد قبائل الساده واشراف ال حسن في منطقة جازان.